# Kanadischer Hartriegel
Der Kanadische Hartriegel (Cornus canadensis) ist eine Pflanzenart aus der Gattung der Hartriegel (Cornus). Das Verbreitungsgebiet reicht vom Osten Kanadas über das ganze nördliche Nordamerika bis Alaska und ins östliche Sibirien. Er wird gelegentlich als Zierpflanze verwendet.

## Beschreibung
Der Kanadische Hartriegel ist eine ausdauernde krautige Pflanze. Die jährlich gebildeten Triebe entspringen je nach Standort etwa Anfang Juni einem verzweigten Rhizom und erreichen Wuchshöhen von etwa 10 bis 30 Zentimeter. Durch das unterirdische Rhizom bildet er oft großflächige Teppiche.
Die Laubblätter stehen am Ende der Stängel zu viert oder sechst in einem Quirl beisammen. Die Laubblätter sind oval und zugespitzt. Beim ähnlichen Schwedischen Hartriegel verteilen sich die Blätter gleichmäßig am ganzen Stängel. Die Stängel enden mit einem Blütenstand oder bleiben rein vegetativ.
Der Blütenstand enthält etwa acht bis 25 Blüten. Der Blütenstand wird von vier weißen, manchmal auch rosa gefärbten Hochblättern umgeben. Es sind vier weiße oder grünliche Blütenhüllblätter vorhanden. Die Blüten enthalten eine Nektar absondernde Scheibe, sie öffnen sich etwa von Juli bis August. Beim Kanadischen Hartriegel wurde ein Mechanismus zum Herausschleudern des Pollens beobachtet: An einem Blütenhüllblatt befindet sich eine empfindliche Borste, die bei Berührung die noch geschlossene Blüte aufplatzen lässt und die Antheren über ein Gelenk nach oben schleudert. Dadurch werden Insekten, die die Blüte besuchen, mit Pollen eingestäubt. Öffnet sich die Blüte ohne Berührung, verfrachtet der Wind den nach oben geschleuderten Pollen.
Die runden, roten Beeren reifen im September. Sie sind ungiftig, schmecken aber fade und mehlig. Sie werden von Tieren gefressen, die so für die Verbreitung sorgen. Der Same keimt im darauffolgenden Frühjahr oder erst nach zwei Wintern.
Die Chromosomenzahl beträgt 2n = 22 oder 44.

## Verbreitung und Ökologie
Kanadischen Hartriegel findet man weit verbreitet in ganz Kanada, im östlichen Sibirien und in den nördlichen Bundesstaaten der USA. Südwärts reichen vereinzelte Vorkommen in den Höhenlagen der Rocky Mountains bis nach New Mexico. Das östlichste Vorkommen befindet sich in Grönland.
Es werden verschiedene Böden besiedelt, meist im Unterwuchs und in Lichtungen von Nadelwäldern. Der Kanadische Hartriegel verträgt kontinentaleres und damit trockeneres Klima als der Schwedische Hartriegel, kommt aber meist an Plätzen mit guter Wasserversorgung vor. Er wächst oft zusammen mit dem Moosglöckchen (Linnaea borealis), dem Grünblütigen Wintergrün (Pyrola chlorantha), der Zwerg-Himbeere (Rubus pubescens), dem Siebenstern (Trientalis borealis) und dem Veilchen (Viola renifolia).
Der Kanadische Hartriegel wird von Hirschen und Elchen abgeweidet, seine Früchte sind Futter für zahlreiche Vögel und Säugetiere.

## Systematik
Der Kanadische Hartriegel ist eng mit dem Schwedischen Hartriegel verwandt. Wo sich ihre Verbreitungsgebiete überlappen, kommen Hybriden vor. Dabei werden stabilisierte, tetraploide Hybriden als Cornus unalaschkensis beschrieben, diese können auch außerhalb des aktuellen Verbreitungsgebietes der Elternarten vorkommen. Die krautigen Hartriegel-Arten wurden von einigen Autoren als eigene Gattung Chamaeperyclimenum abgetrennt, werden jedoch meist zur Gattung Cornus gerechnet.

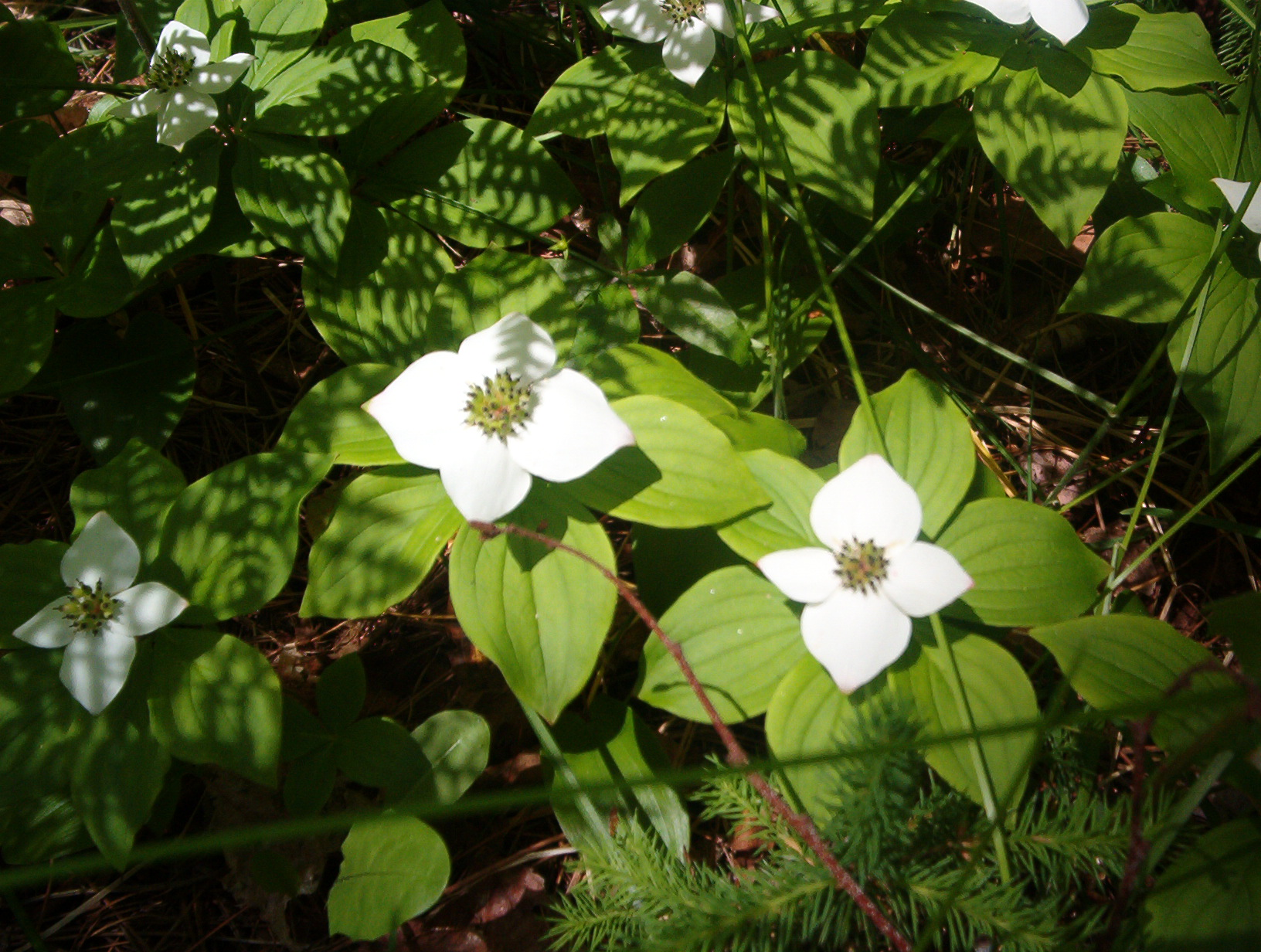
Blütenstände Pancake Bay Provincial Park Ontario, Kanada
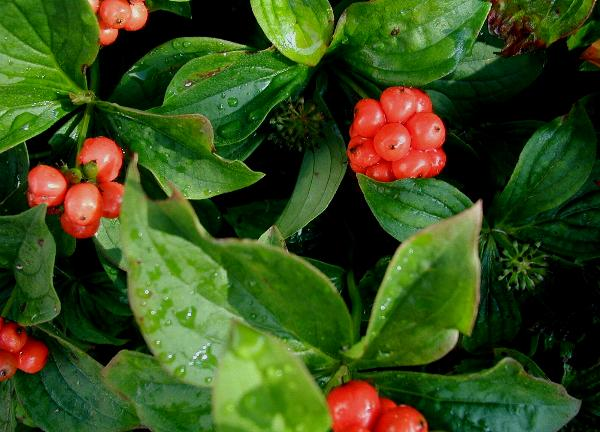
Früchte
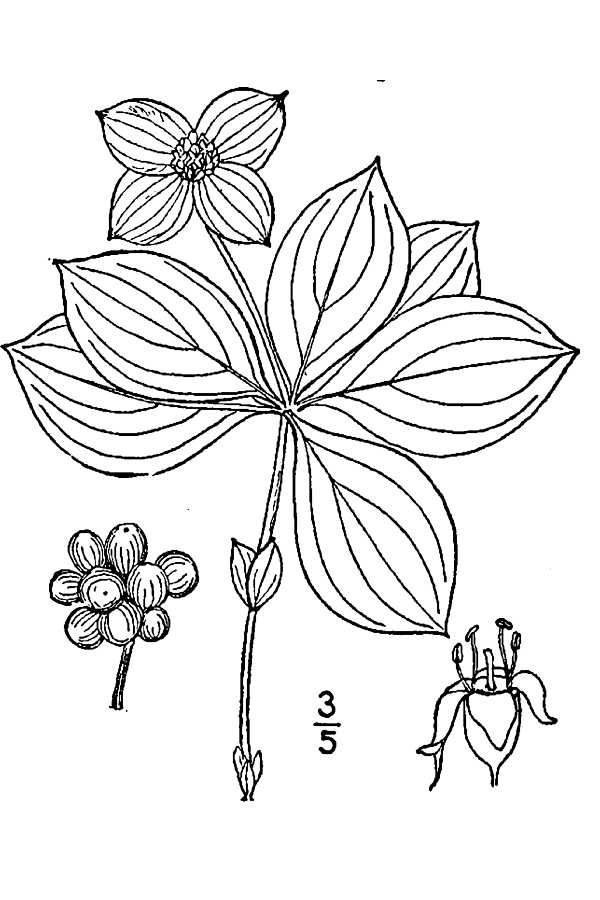
Illustration aus Britton & Brown: Illustrated flora of the northern states and Canada. Vol. 2: 664. 1913